# Teselado pentagonal

Los 15 tipos de teselados pentagonales monoedrales convexos del plano

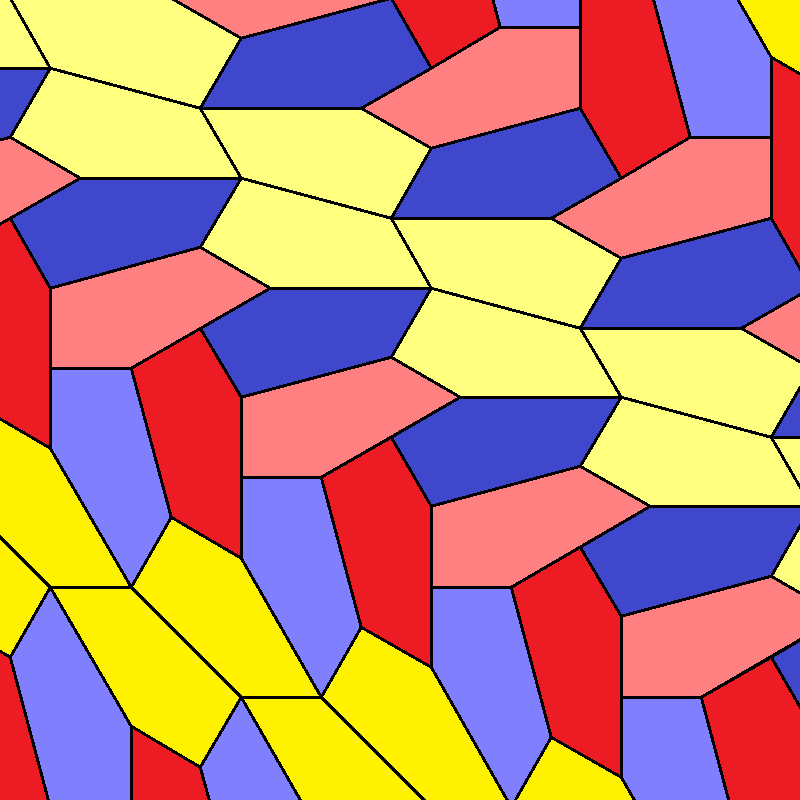
El 15º tipo de tesela monoedral pentagonal convexa, descubierto en 2015

En geometría, un teselado pentagonal es un tipo de recubrimiento del plano en el que cada pieza individual tiene la forma de un pentágono.
Los recubrimientos a base de piezas pentagonales convexas del mismo tamaño (los denominados teselados pentagonales monoedrales convexos) se convirtieron en objeto de investigación geométrica a comienzos del siglo XX. Han producido sorprendentes resultados a lo largo de más de cien años, involucrando tanto a matemáticos profesionales como a matemáticos aficionados (entre los que destaca la singular historia de Marjorie Rice) a través de los artículos de Martin Gardner en la revista Scientific American. En este período, se han ido descubriendo quince tipos de teselados pentagonales monoedrales convexos distintos, estando pendiente a finales del año 2017 la confirmación definitiva de la demostración formulada por el matemático francés Michaël Rao, de que no es posible que exista ningún otro tipo más.
Un teselado regular pentagonal en el plano euclidiano es imposible, porque el ángulo interno de un pentágono regular, 108°, no es un divisor de 360°, la medida angular de un círculo completo. A pesar de ello, los pentágonos regulares pueden recubrir tanto una superficie hiperbólica como una esfera.

## Teselados pentagonales monoedrales convexos

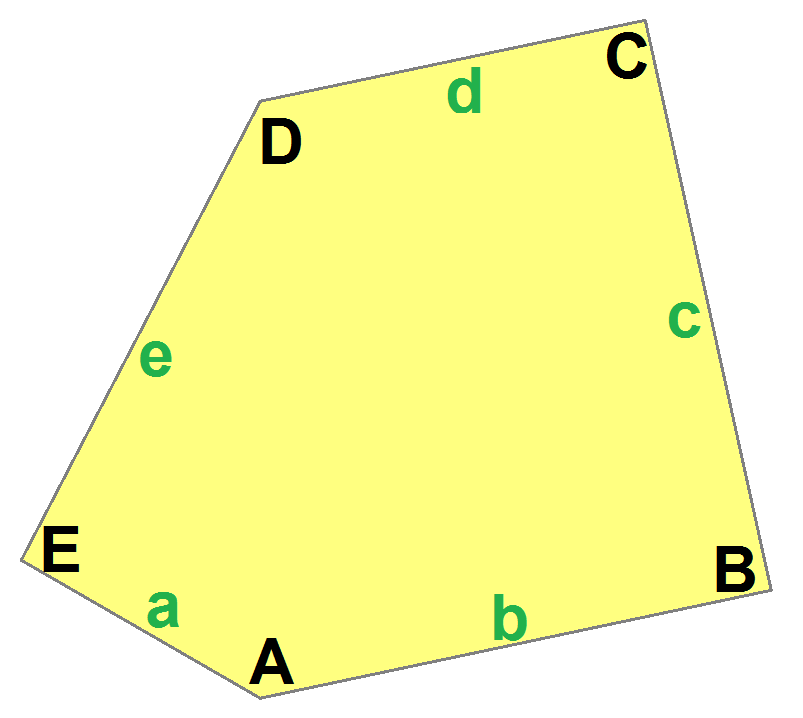
Un ejemplo de tesela pentagonal con ángulos marcados como A,B,C,D, y E, y longitudes de lado marcados como a,b,c,d, y e

Se conocen quince tipos de pentágonos convexos que forman recubrimientos del plano monoedrales (es decir, con un solo tipo de tesela). El más reciente se descubrió en 2015.Rao (2017) ha demostrado que la lista está completa (aunque el resultado está  siendo sometido a revisión por pares).Bagina (2011) demostró que solo hay ocho tipos de teselas convexas del tipo borde-a-borde, un resultado también obtenido independientemente por Sugimoto (2012).
Michaël Rao, miembro de la Escuela Normal Superior de Lyon, anunció el 1 de mayo de 2017 que había encontrado la prueba de que no existe ningún tipo más de estos 15 teselados pentagonales monoedrales convexos. El artículo de Rao está disponible para su revisión por pares. El 11 de julio de 2017, la primera mitad de la prueba había sido independientemente verificada (el código de ordenador disponible) por Thomas Hales, un profesor de matemáticas de la Universidad de Pittsburgh. En diciembre de 2017, la prueba todavía no había sido plenamente revisada.
Cada familia enumerada contiene pentágonos que no pertenecen a ningún otro tipo. Sin embargo, algunos de los pentágonos individuales pueden pertenecer a varios tipos. Además, determinados pentágonos pertenecientes a los tipos de recubrimiento conocidos también permiten formar patrones alternativos diferentes a los estándares exhibidos por todos los  miembros de su tipo.
Los lados de longitudes a, b, c, d, e están respectivamente situados inmediatamente a continuación de los vértices A, B, C, D, E según el sentido de las agujas del reloj. (Así, A, B, C, D, E son respectivamente opuestos a d, e, a, b, c.)
| 1                                                  | 2                                                  | 3                                      | 4 | 5                                                                |                                                                  |
| -------------------------------------------------- | -------------------------------------------------- | -------------------------------------- | --- | ---------------------------------------------------------------- | ---------------------------------------------------------------- |
| B+C=180° A+D+E=360°                                | c=e B+D=180°                                       | a = b, d = c + e A = C = D = 120°      | b = c, d = e B = D = 90°                                                                                  | a = b, d = e A = 60°, D = 120°                                   |                                                                  |
| 6                                                  | 7                                                  | 8                                      | 9 | 10                                                               |                                                                  |
| a = d = e, b = c B + D = 180°, 2B = E              | b = c = d = e B + 2E = 2C + D = 360°               | b = c = d = e 2B + C = D + 2E = 360°   | b = c = d = e 2A + C = D + 2E = 360°                                                                      | a = b = c + e A = 90°, B + E = 180°, B + 2C = 360°               |                                                                  |
| 11                                                 | 12                                                 | 13                                     | 14 | 15                                                               |                                                                  |
| 2a + c = d = e A = 90°, 2B + C = 360° C + E = 180° | 2a = d = c + e A = 90°, 2B + C = 360° C + E = 180° | d = 2a = 2e B = E = 90°, 2A + D = 360° | 2a = 2c = d = e A = 90°, B ≈ 145.34°, C ≈ 69.32°, D ≈ 124.66°, E ≈ 110.68° (2B + C = 360°, C + E = 180°). | a = c = e, b = 2a A = 150°, B = 60°, C = 135°, D = 105°, E = 90° | a = c = e, b = 2a A = 150°, B = 60°, C = 135°, D = 105°, E = 90° |

Muchos de estos tipos de teselas monoedrales tienen distintos grados de libertad, que incluyen variaciones de los ángulos internos y de las longitudes de los lados. En el límite, los bordes pueden tener longitudes que se aproximan a cero o ángulos casi de 180°. Los tipos 1, 2, 4, 5, 6, 7, 8, 9, y 13 permiten posibilidades paramétricas con prototeselas no convexas (es decir, con algún ángulo interno negativo).
Los teselados periódicos se caracterizan por poseer la simetría del grupo del papel pintado. Por ejemplo, p2 (2222) está definido por cuatro puntos de giro de 2 lóbulos. Esta nomenclatura es utilizada en los esquemas siguientes, donde las teselas son también coloreadas por sus posiciones k-isoedrales dentro de la simetría.
Una celda unidad es una sección  del teselado que genera el recubrimiento entero utilizando únicamente traslaciones, y es tan pequeña como sea posible.

### Grados de libertad
En su disertación, Reinhardt hizo una clasificación de los tipos de mosaicos con respecto a las relaciones de aspecto de sus cinco lados:
- R-I Los cinco lados son diferentes.
- R-II Entre los cinco lados hay dos iguales; los otros son diferentes de estos y de los demás.
- R-III1 Entre los cinco lados, tres son iguales; los otros son diferentes de estos y de los demás.
- R-III2 Entre los cinco lados hay dos pares de iguales pero diferentes entre sí; el último es diferente de estos.
- R-IV1 Entre los cinco lados, cuatro son iguales; el último es diferente de estos.
- R-IV2 Entre los cinco lados, tres son iguales y, los dos diferentes son iguales entre sí.
- R-V los cinco lados son iguales entre sí.

Los 15 tipos de teselas descritos son isoedrales, lo que significa que entre cada par de teselas, existe una operación a base de giros y simetrías que permite superponer una tesela sobre la otra; en resumen: que el teselado visto desde cada celda unidad "se ve igual". Muchos de los 15 tipos de mosaico son varias veces isoedrales.
| Tipo               | 1     | 2     | 3    | 4      | 5      | 6     | 7     | 8     | 9    | 10    | 11   | 12  | 13   | 14     | 15     |
| ------------------ | ----- | ----- | ---- | ------ | ------ | ----- | ----- | ----- | ---- | ----- | ---- | --- | ---- | ------ | ------ |
| Grados de libertad | 5     | 4     | 1    | 2      | 2      | 1     | 1     | 1     | 1    | 1     | 1    | 1   | 1    | 0      | 0      |
| Clase de Reinhardt | R-I   | R-II  | R-II | R-III2 | R-III2 | R-IV2 | R-IV1 | R-IV1 | R-II | R-IV1 | R-II | R-I | R-II | R-III2 | R-III1 |
| Borde-a-borde      | ambos | ambos | no   | si     | si     | si    | si    | si    | si   | no    | no   | no  | no   | no     | no     |
| k-isoedral         | 1     | 1     | 1    | 1      | 1      | 2     | 2     | 4     | 2    | 3     | 2    | 2   | 2    | 3      | 3      |
| no convexo         | si    | si    | no   | si     | si     | si    | si    | si    | si   | no    | no   | no  | si   | no     | no     |

Para el tipo de tesela 1 también existen teselados aperiódicos.

### Reinhardt (1918). Tipos 1, 2, 3, 4 y 5
Reinhardt (1918) encontró los primeros cinco tipos de teselas pentagonales. Las cinco pueden crear teselados isoedrales, lo que significa que las simetrías del teselado permiten sustituir la tesela que se desee por cualquier otra (más formalmente, el grupo del automorfismo actúa transitivamente sobre las teselas).
B. Grünbaum y G. C. Shephard demostraron que  hay exactamente veinticuatro tipos "distintos" de teselados isoedrales del plano utilizando pentágonos según su esquema de clasificación. Todos utilizan teselas de Reinhardt, normalmente con las condiciones adicionales necesarias para permitir el teselado. Entre todos estos teselados existen dos recubrimientos con teselas del tipo 2, y uno por cada uno de los otros cuatro tipos. Quince de los otros dieciocho teselados son casos especiales del tipo 1. Nueve de los veinticuatro son del tipo borde-a-borde (es decir, ningún vértice coincide con un punto intermedio del borde de una tesela adyacente).
Hay también teselados 2-isoedrales que consisten en casos especiales del tipo 1, tipo 2, y tipo 4, y teselados 3-isoedrales, todos borde-a-borde, por casos especiales del tipo 1. No hay límite superior en k para teselados k-isoedrales para ciertos tipos que son simultáneamente del tipo 1 y del tipo 2, y de ahí tampoco en el número de teselas en una celda unidad.
La simetría del grupo del papel pintado para cada teselado se indica en notación orbifold entre paréntesis. Un segundo grupo de simetría más elemental se produce si la tesela posee quiralidad, dado que las imágenes especulares se pueden considerar distintas entre sí. En estos casos las teselas se han representado de color verde y de color amarillo.

#### Tipo 1
Existen numerosas topologías de teselas que contienen pentágonos del tipo 1. A continuación se muestran cinco de ellas.
| p2 (2222)                     | cmm (2*22)                    | cm (*×)                                     | pmg (22*)                            | pgg (22×)                            | p2 (2222)                                                  | cmm (2*22)                                                 |
| p2 (2222)                     | cmm (2*22)                    | p1 (°)                                      | p2 (2222)                            | p2 (2222)                            | p2 (2222)                                                  | cmm (2*22)                                                 |
| ----------------------------- | ----------------------------- | ------------------------------------------- | ------------------------------------ | ------------------------------------ | ---------------------------------------------------------- | ---------------------------------------------------------- |
|                               |                               |                                             |                                      |                                      |                                                            |                                                            |
| celda unidad de 2-teselas     | celda unidad de 2-teselas     | celda unidad de 2-teselas                   | celda unidad de 4-teselas            | celda unidad de 4-teselas            | celda unidad de 4-teselas                                  | celda unidad de 4-teselas                                  |
| B + C = 180° A + D + E = 360° | B + C = 180° A + D + E = 360° | a = c, d = e A + B = 180°, A + D + E = 360° | a = c A + B = 180°, C + D + E = 360° | a = e B + C = 180°, A + D + E = 360° | d = c + e A = 90°, C + D = 180° 2B + C = 360° B + E = 270° | d = c + e A = 90°, C + D = 180° 2B + C = 360° B + E = 270° |

#### Tipo 2
Los ejemplos del tipo 2 son isoedrales. El segundo es una variación borde-a-borde. Ambos poseen simetría pgg (22×). Si las prototeselas imagen especular de otras (amarillas y verdes) se consideran distintas, la simetría es p2 (2222).
| pgg (22×)                 | pgg (22×)                 |
| p2 (2222)                 | p2 (2222)                 |
| ------------------------- | ------------------------- |
|                           |                           |
| celda unidad de 4-teselas |                           |
| c = e B + D = 180°        | c = e, d = b B + D = 180° |

#### Tipos 3, 4, y 5
| Tipo 3                            | Tipo 3                            | Tipo 4                    | Tipo 4                    | Tipo 5                         | Tipo 5                         | Tipo 5                                                         |
| p3 (333)                          | p31m (3*3)                        | p4 (442)                  | p4g (4*2)                 | p6 (632)                       | p6 (632)                       | p6 (632)                                                       |
| --------------------------------- | --------------------------------- | ------------------------- | ------------------------- | ------------------------------ | ------------------------------ | -------------------------------------------------------------- |
|                                   |                                   |                           |                           |                                |                                |                                                                |
|                                   |                                   |                           |                           |                                |                                |                                                                |
| celda unidad de 3-teselas         | celda unidad de 3-teselas         | celda unidad de 4-teselas | celda unidad de 4-teselas | celda unidad de 6-teselas      | celda unidad de 6-teselas      | celda unidad de 18-teselas                                     |
| a = b, d = c + e A = C = D = 120° | a = b, d = c + e A = C = D = 120° | b = c, d = e B = D = 90°  | b = c, d = e B = D = 90°  | a = b, d = e A = 60°, D = 120° | a = b, d = e A = 60°, D = 120° | a = b = c, d = e A = 60°, B = 120°, C = 90° D = 120°, E = 150° |

### Kershner (1968). Tipos 6, 7 y 8
Kershner (1968) encontró tres tipos más de teselas pentagonales, llevando el total a ocho. Anunció equivocadamente que se había completado la lista de teselados pentagonales capaces de recubrir el plano.
Los siguientes ejemplos son 2-isoedrales y borde-a-borde. El tipo 8 posee pares de teselas quirales, coloreadas en amarillo y verde, y con dos tonos de azules. La simetría pgg queda reducida a p2 cuando los pares quirales se consideran distintos.
| Tipo 6                                | Tipo 6 (También tipo 5)                        | Tipo 7                               | Tipo 8                               |  |
| p2 (2222)                             | p2 (2222)                                      | pgg (22×)                            | pgg (22×)                            |  |
| p2 (2222)                             | p2 (2222)                                      | p2 (2222)                            | p2 (2222)                            |  |
| ------------------------------------- | ---------------------------------------------- | ------------------------------------ | ------------------------------------ |  |
|                                       |                                                |                                      |                                      |  |
|                                       |                                                |                                      |                                      |  |
| a = d = e, b = c B + D = 180°, 2B = E | a = d = e, b = c B = 60°, A = C = D = E = 120° | b = c = d = e B + 2E = 2C + D = 360° | b = c = d = e 2B + C = D + 2E = 360° |  |
| celda unidad de 4-teselas             | celda unidad de 4-teselas                      | celda unidad de 8-teselas            | celda unidad de 8-teselas            |  |

### James (1975). Tipo 10
En 1975, Richard E. James III encontró un noveno tipo, después de leer sobre los resultados de Kershner en la columna de "Juegos Matemáticos" de Martin Gardner en la revista Scientific American de julio de 1975 (reimpreso en Gardner (1988)). Es indexado como tipo 10. El teselado es 3-isoedral, pero no borde-a-borde.
| p2 (2222)                         | cmm (2*22)                    |
| --------------------------------- | ----------------------------- |
|                                   |                               |
|                                   |                               |
| a=b=c+e A=90, B+E=180°, B+2C=360° | a=b=2c=2e A=B=E=90°, C=D=135° |
| celda unidad de 6-teselas         |                               |

### Rice (1977). Tipos 9, 11, 12 y 13
Marjorie Rice, una matemática aficionada, descubrió cuatro tipos nuevos de teselados pentagonales en 1976 y 1977.
Todos son 2-isoedrales. Los pares quirales de teselas han sido coloreados en amarillo y verde para un conjunto isoedral, y en dos tonos de azul para el otro conjunto. La simetría pgg queda reducida a p2 cuando los pares quirales se consideran distintos.
El tipo 9 es del tipo borde-a-borde, pero los otros no lo son.
Cada celda unidad contiene ocho azulejos.
| Tipo 9                    | Tipo 11                            | Tipo 12                            | Tipo 13                    |
| pgg (22×)                 | pgg (22×)                          | pgg (22×)                          | pgg (22×)                  |
| p2 (2222)                 | p2 (2222)                          | p2 (2222)                          | p2 (2222)                  |
| ------------------------- | ---------------------------------- | ---------------------------------- | -------------------------- |
|                           |                                    |                                    |                            |
|                           |                                    |                                    |                            |
| b=c=d=e 2A+C=D+2E=360°    | 2a+c=d=e A=90°, 2B+C=360° C+E=180° | 2a=d=c+e A=90°, 2B+C=360° C+E=180° | d=2a=2e B=E=90°, 2A+D=360° |
| celda unidad de 8-teselas | celda unidad de 8-teselas          | celda unidad de 8-teselas          | celda unidad de 8-teselas  |

### Stein (1985). Tipo 14
El tipo 14º de teselado pentágonal convexo fue hallado por Rolf Stein en 1985.
El teselado es 3-isoedral, pero no borde-a-borde. Posee teselas completamente determinadas, sin grados de libertad. Algunas ecuaciones exactas son:
{\displaystyle b=a{\sqrt {\frac {11{\sqrt {57}}-25}{8}}}},{\displaystyle \sin(B)={\frac {{\sqrt {57}}-3}{8}}}, {\displaystyle \cos(B)=-{\sqrt {\frac {3{\sqrt {57}}-1}{32}}}}, {\displaystyle \tan(B)=-{\frac {1}{4}}{\sqrt {3{\sqrt {57}}-15}}}.
Otras relaciones similares pueden deducirse fácilmente.
Cada celda unidad contiene seis teselas. Posee simetría p2 (2222).
|  | 2a=2c=d=e A=90°, B≈145.34°, C≈69.32°, D≈124.66°, E≈110.68° (2B+C=360°, C+E=180°). | celda unidad de 6-teselas |

### Mann/McLoud/Von Derau (2015). Tipo 15
Los matemáticos de la Universidad Bothell de Washington Casey Mann, Jennifer McLoud, y David Von Derau descubrieron el tipo 15º de teselado monoedral pentagonal convexo en 2015, utilizando un algoritmo de ordenador. El artículo donde se explicaba el hallazgo fue publicado en octubre de 2015.
Es 3-isoedral, pero no borde-a-borde. Representado con 6 colores, 2 tonos de 3 de estos colores, presenta pares quirales de posiciones tres isoedrales. La simetría pgg queda reducida a p2 cuando los pares quirales son considerados distintos.
Posee teselas completamente determinadas, sin grados de libertad. La celda unidad contiene doce teselas. Su simetría es pgg (22×), y p2 (2222) si se consideran distintos los pares quirales.
| (Imagen al inicio del artículo) | a=c=e, b=2a, d= √2+√3 a A=150°, B=60°, C=135° D=105°, E=90° | celda unidad de 12-teselas |

### Teselados monoedrales pentagonales aperiódicos
También pueden construirse teselados monoedrales pentagonales aperiódicos, como el siguiente ejemplo con simetría rotacional de 6-lóbulos, ideado por Michael Hirschhorn. Los ángulos son A = 140°, B = 60°, C = 160°, D = 80°, E = 100°.
Bernhard Klaassen demostró en 2016 (aún por confirmar) que cada tipo de simetría rotacional discreta puede ser representada por un teselado pentagonal monoedral de la misma clase de pentágonos. Dos ejemplos para la simetría de 5-lóbulos y la de 7-lóbulos se muestran a continuación. Tales teselados son posibles para cualquier tipo de simetría rotacional de n-lóbulos para n>2.
| Teselado pentagonal monoedral con simetría rotacional de 5-lóbulos | Teselado pentagonal monoedral de Hirschhorn con simetría rotacional de 6-lóbulos | Teselado pentagonal monoedral con simetría rotacional de 7-lóbulos |

## Teselados uniformes duales
Existen tres teselados pentagonales isoedrales, generados como duales de teselados uniformes con vértices de valencia 5. Representan casos especiales con mayor simetría de los 15 casos descubiertos de teselados monoedrales. Los teselados uniformes y sus duales son todos borde-a-borde. Estos recubrimientos duales también son denominados teselados de Laves. Su simetría es igual a la de los teselados uniformes de los que proceden. Los teselados uniformes son isogonales, y los duales son isoedrales.
| cmm (2*22)                                           | p4g (4*2)                                                         | p6 (632)                                                    |
| ---------------------------------------------------- | ----------------------------------------------------------------- | ----------------------------------------------------------- |
|                                                      |                                                                   |                                                             |
| Ejemplo de teselado pentagonal prismático del tipo 1 | Teselación pentagonal de El Cairo, ejemplo de teselado del tipo 4 | Teselado pentagonal floreado, ejemplo de los tipos 1, 2 y 5 |
| 120°, 120°, 120°, 90°, 90° V3.3.3.4.4                | 120°, 120°, 90°, 120°, 90° V3.3.4.3.4                             | 120°, 120°, 120°, 120°, 60° V3.3.3.3.6                      |

### Teselados k-uniformes duales
Los teselados k-uniformes con vértices de valencia 5 también tienen teselados pentagonales duales, conteniendo los mismos tipos de pentágonos de tres longitudes de lado de los duales cuasiregulares anteriores, pero conteniendo una mezcla de tipos pentagonales. Un teselado k-uniforme tiene un teselado k-isoedral dual, representado por tonos y colores diferentes de colores a continuación.
Por ejemplo, estos teselados 2, 3, 4, y 5-uniformes duales son todos pentagonales:
| 2-isoedral | 2-isoedral | 3-isoedral | 3-isoedral | 3-isoedral |
| p4g (4*2)  | pgg (22×)  | pgg (22×)  | p2 (2222)  | p6 (*632)  |
| ---------- | ---------- | ---------- | ---------- | ---------- |
|            |            |            |            |            |
|            |            |            |            |            |
| 4-isoedral | 4-isoedral | 4-isoedral | 5-isoedral | 5-isoedral |
| pgg (22×)  | pgg (22×)  | p2 (2222)  | p2 (2222)  | p6m (*632) |
|            |            |            |            |            |
|            |            |            |            |            |
| 5-isoedral |            |            |            |            |
| pgg (22×)  | pgg (22×)  | pgg (22×)  | p2 (2222)  | p2 (2222)  |
|            |            |            |            |            |
|            |            |            |            |            |

## Teselado pentagonal/hexagonal

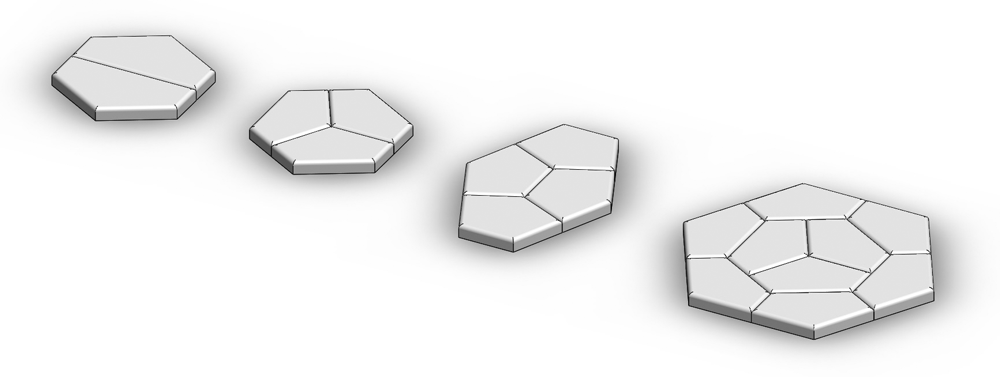
Subdivisiones pentagonales de un hexágono

Los pentágonos tienen una relación peculiar con los hexágonos. Como se puede ver gráficamente en los ejemplos siguientes, algunos tipos de hexágonos pueden ser subdividos en pentágonos. Por ejemplo, un hexágono regular bisecado genera dos pentágonos del tipo 1. La subdivisión de hexágonos convexos es también posible con tres (tipo 3), cuatro (tipo 4) y nueve (tipo 3) pentágonos.
Por extensión de esta relación, un plano puede ser teselado por una única prototesela pentagonal dispuesta de manera que genere recubrimientos hexagonales. Por ejemplo:
| Teselación del plano mediante una única prototesela pentagonal (tipo 1) que rellena un hexágono regular (cada uno comprende 2 pentágonos). | Teselación del plano mediante una única prototesela pentagonal (tipo 3) que rellena un hexágono regular (cada uno comprende 3 pentágonos). | Teselación del plano mediante una única prototesela pentagonal (tipo 4) que rellena un hexágono regular (cada uno comprende 4 pentágonos). | Teselación del plano mediante una única prototesela pentagonal (tipo 3) que rellena dos tamaños de hexágonos regulares (cada uno comprende 3 y 9 pentágonos respectivamente). |

## Pentágonos no convexos

Teselado periódico de la esfinge

Cuando no se requiere que los pentágonos sean de tipo convexo, aparecen tipos de teselados pentagonales adicionales. Un ejemplo es el teselado de la esfinge, un teselado aperiódico formado por una repitesela pentagonal. La esfinge también puede recubrir el plano periódicamente, disponiendo cada dos esfinges formando un paralelogramo, un patrón que puede ser extendido a cualquier pentágono no convexo que tenga dos ángulos consecutivos que sumen 2π, satisfaciendo las condiciones del tipo 1 convexo anteriormente expuesto.
Es posible dividir un triángulo equilátero en tres pentágonos no convexos congruentes, coincidentes en el centro del triángulo, capaz de recubrir el plano con la celda unidad resultante compuesta por tres pentágonos.
Un método similar consiste en subdividir cuadrados en cuatro pentágonos no convexos congruentes, o hexágonos regulares en seis pentágonos no convexos congruentes, y entonces recubrir el plano con la unidad resultante.

## Teselados regulares pentagonales en geometría no euclidiana
Un dodecaedro puede ser considerado un teselado regular formado por 12 pentágonos sobre la superficie de una esfera, con símbolo de Schläfli {5,3}, con tres pentágonos alrededor de cada vértice.
En el plano hiperbólico existen teselados pentagonales regulares, por ejemplo, un teselado pentagonal de orden-4, {5,4}, con cuatro pentágonos alrededor de cada vértice. El orden más alto de teselado regular {5,n} puede ser construido en el plano hiperbólico, acabando en {5,∞}.
| Esfera | Plano hiperbólico | Plano hiperbólico | Plano hiperbólico | Plano hiperbólico | Plano hiperbólico | Plano hiperbólico |
| ------ | ----------------- | ----------------- | ----------------- | ----------------- | ----------------- | ----------------- |
| {5,3}  | {5,4}             | {5,5}             | {5,6}             | {5,7}             | {5,8}             | ...{5,∞}          |

## Teselados pentagonales irregulares hiperbólicos
Existe un número infinito de teselados uniformes en el plano hiperbólico con caras pentagonales isogonales irregulares. Tienen configuraciones de cara como V3.3.p.3.q.
| 7-3        | 8-3        | 9-3        | ... | 5-4        | 6-4        | 7-4        | ... | 5-5        |
| ---------- | ---------- | ---------- | --- | ---------- | ---------- | ---------- | --- | ---------- |
| V3.3.3.3.7 | V3.3.3.3.8 | V3.3.3.3.9 | …   | V3.3.4.3.5 | V3.3.4.3.6 | V3.3.4.3.7 | …   | V3.3.5.3.5 |